# Žatva
Žatva (in russo Жатва?, "Raccolto"; in ucraino Жнива?, Žnyva) è un dipinto della pittrice russa Zinaida Serebrjakova. Dipinta nel 1915, l'opera fa parte delle collezioni del museo d'arte di Odessa. Le sue dimensioni sono di 42 × 177 cm.

## Storia e descrizione
Zinaida Serebrjakova passò l'estate del 1914 in Italia, ma, a causa dello scoppio della prima guerra mondiale, fu costretta a interrompere il suo soggiorno e a tornare in Ucraina. Di ritorno nella tenuta di famiglia di Neskučne, nel governatorato di Char'kov, in Ucraina, iniziò a lavorare a degli schizzi e dei quadri che ritraevano dei contadini. Tra questi c'era una grande tela che in seguito venne distrutta dall'artista e della quale non rimangono che due frammenti.

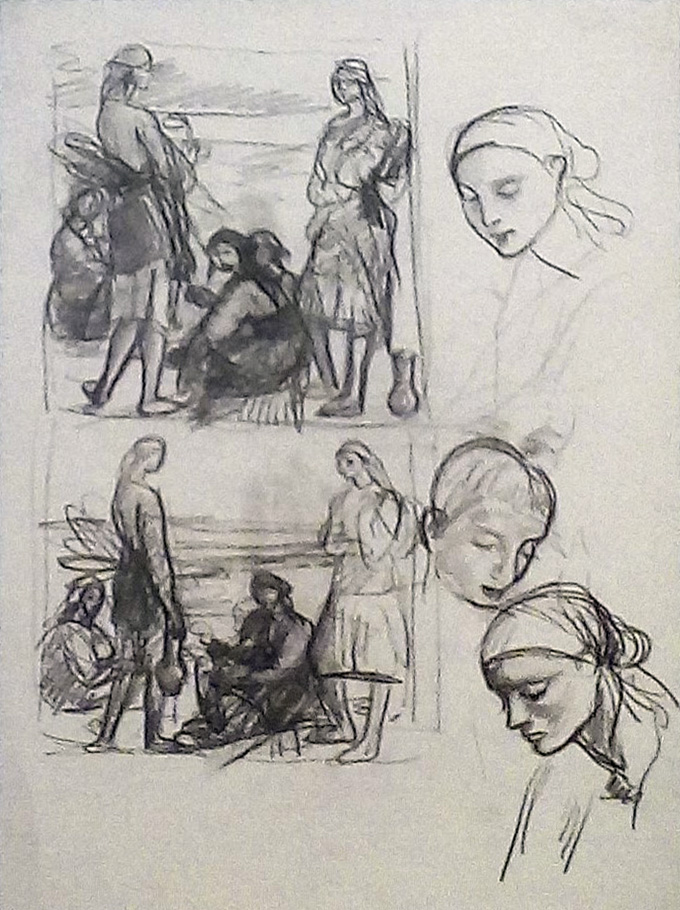
Un foglio di schizzi per la composizione

A giudicare dai bozzetti e dai primi studi, inizialmente Serebrjakova pensava di dipingere il suo quadro con delle mietitrici come soggetto. In seguito, ella decise di dipingere alcune giovani contadine in un momento di riposo. La mancanza di uomini, dovuta al loro arruolamento nell'esercito, fu senz'ombra di dubbio uno dei motivi che spinsero la pittrice a scegliere quattro ragazze. Due di loro sono in piedi e le altre due sono sedute e preparano da mangiare. La scena si svolge in un luogo tranquillo davanti a una distesa di campi gialli e verdi. La linea dell'orizzonte è posta assai in alto. Da lontano si intravede la cupola di una chiesa circondata da alcuni alberi.
Si possono riconoscere volti delle giovani i tratti di alcune contadine di Neskučne, che fecero da modelle per l'artista per altre opere: Marfa Voronkina (quella che regge la brocca del latte), Marina Bezborodova (quella che taglia il pane), Anna Čukina (quella che impugna il bastone) e Katja Voronkina (quella che tiene una botte sulla schiena).
Il quadro venne esposto per la prima volta durante la mostra dell'associazione Mir iskusstva nel 1916, con il titolo Krest'janki v pole (in russo Крестьянки в поле?, "Contadine nei campi").

## Accoglienza
La critica d'arte Elena Petinova scrisse, a proposito di questo periodo della vita di Serebrjakova:
La storica dell'arte Valentina Knjazeva scrisse le seguenti parole sul quadro nella sua monografia su Serebrjakova: